# Ciencia del Cuaternario
Ciencia del Cuaternario es la denominación de un campo de estudio interdisciplinar (tanto de ciencias naturales -ciencias de la Tierra y del medio ambiente- como de las ciencias sociales) que tiene como objeto el Cuaternario, periodo que abarca los últimos dos millones seiscientos mil años (2.600.000 a. p.)
Como era glacial (glaciación cuaternaria), el Cuaternario tiene tanto periodos glaciales (las glaciaciones denominadas Günz, Mindel, Riss y Würm) como interglaciales (como es la época actual -el Holoceno, los últimos diez mil años-), lo que hace que los cambios ambientales vinculados a los cambios climáticos sean decisivos en su estudio. Ello significa que son esenciales para su comprensión ciencias como la glaciología, la paleoclimatología o la palinología, además de la estratigrafía, la geocronología, la dendrocronología, la limnología, el paleomagnetismo, la paleontología, la geología, la geomorfología, la oceanografía, etc. La identificación del Cuaternario con el periodo en que se produjo la evolución humana determinan que sea un campo determinante para la antropología, la arqueología y la prehistoria.